# Vicent Mariner
Vicent Mariner d'Alagó o de Alagón (Valencia, fines del XVI - Madrid, 1 de mayo de 1642), helenista, humanista y traductor español.
Nació en Valencia, en el último tercio del siglo XVI, y se le enterró el 1 de mayo de 1642 en Madrid, pues se equivoca Jimeno al dar como fecha de su muerte 1636. Fue bibliotecario de Felipe IV en el Monasterio de San Lorenzo de El Escorial y tradujo él solo, en palabras de Marcelino Menéndez Pelayo, "la mitad de la literatura griega" al latín y al castellano, obras latinas al castellano, y obras castellanas y la poesía de Ausiàs March al latín. Se calcula que tradujo unas 140.000 páginas, entre ellas la Poética y la Retórica de Aristóteles, mas ninguna de sus traducciones fue impresa (casi toda su ingente obra manuscrita yacía en el madrileño convento de los Trinitarios bajo el letrero Graecum est, non legitur) y Juan Antonio Pellicer y Saforcada no lo incluye en su Ensayo de una biblioteca de traductores españoles (1778). Su interés por traducir “cualquier cosa romance” al latín le llevó a ser el primer "traductor inverso" de la literatura española tras convertir las doscientas veintiocho octavas de la Fábula de Faetón del Juan de Tassis y Peralta, segundo conde de Villamediana, en hexámetros latinos.